# Reputation
Ne doit pas être confondu avec réputation.
Albums de Taylor Swift
1989
(2014) Lover
(2019)
Singles
1. Look What You Made Me Do
Sortie : 24 août 2017
2. ...Ready for It?
Sortie : 24 octobre 2017
3. End Game
Sortie : 14 novembre 2017
4. Delicate
Sortie : 12 mars 2018

Reputation (stylisé « reputation ») est le sixième album de l'auteure-compositrice-interprète américaine Taylor Swift, sorti le 10 novembre 2017 sous le label Big Machine Records.

## Historique

### Contexte

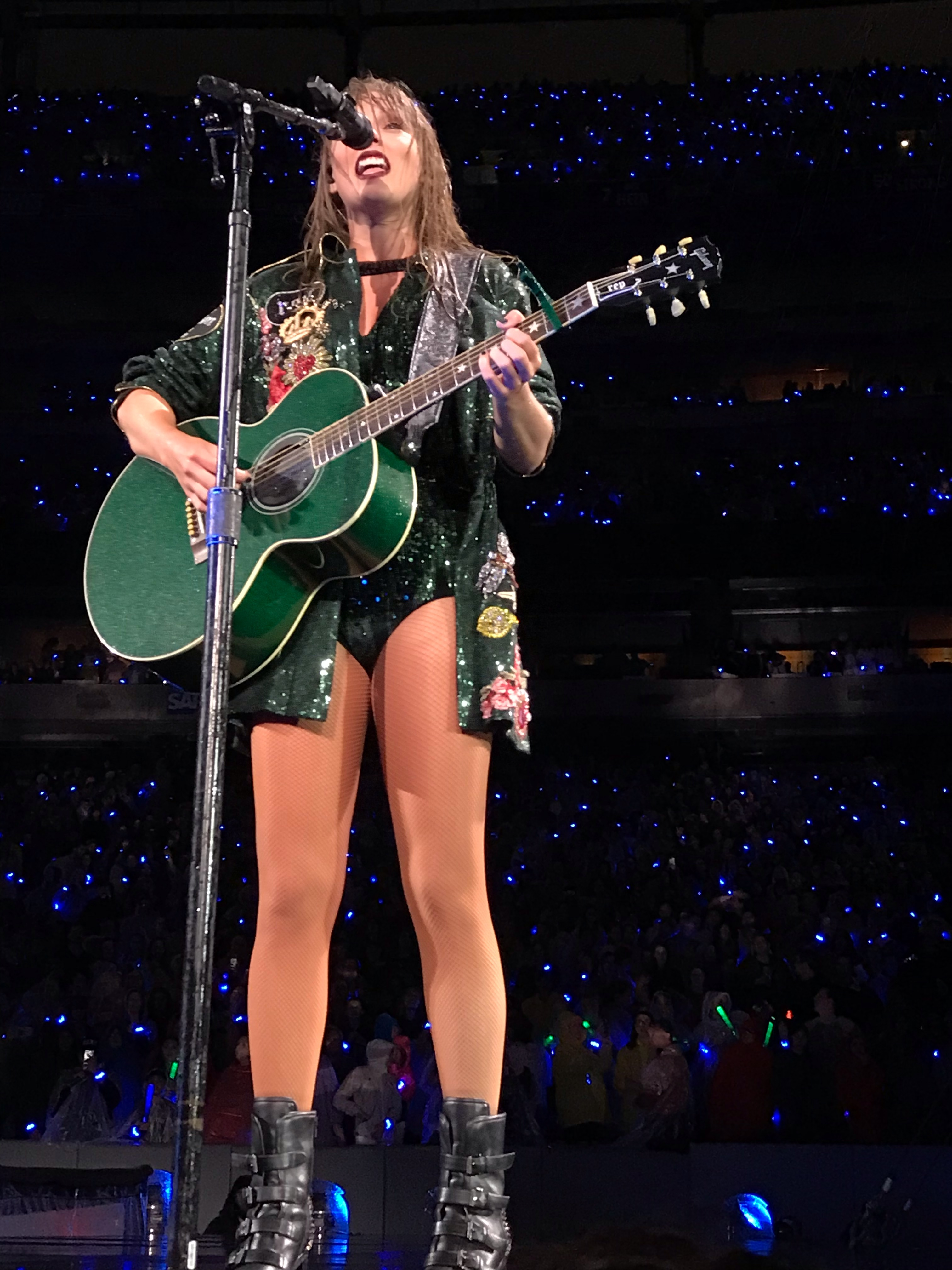
Taylor Swift en 2018 (Reputation Stadium Tour)

Le précédent album de Taylor Swift, 1989, annonce un nouveau tournant dans le style musical de la chanteuse, passant de la country à la pop. Si le succès commercial et critique est bien présent — 1989 remporte le Grammy Award de l'album de l'année 2016 — Taylor Swift doit faire face à de nombreuses critiques sur sa vie personnelle, notamment sur ses conquêtes amoureuses par la presse people et spécialisée. La jeune femme a pris l'habitude de s'inspirer de ses ruptures pour écrire certaines de ses chansons. Ce qui lui vaut la réputation d'être une « croqueuse d'hommes ». Dans une interview accordée à Vogue en avril 2016, Taylor Swift se dit victime de slut-shaming. Elle dénonce le fait que les artistes féminines ne soient pas logées à la même enseigne que les artistes masculins. Lors d'une interview en 2014, elle déclare que personne ne trouve à redire quand des musiciens hommes écrivent sur leur vie sentimentale.
Par ailleurs, peu après sa rupture avec le chanteur et producteur Calvin Harris, en juin 2016, Taylor Swift révèle avoir co-écrit le titre This Is What You Came For, un des succès de Rihanna, sous le pseudonyme de Nils Sjoberg. Sur Twitter, Calvin Harris affirme que cette collaboration devait rester secrète et reproche à son ex-petite amie de vouloir toujours se mettre en avant. Pourtant, en avril 2016, à l'occasion d'une interview, la question d'une éventuelle collaboration entre eux avait été soulevée, question à laquelle il avait répondu qu'ils « n'en avaient pas parlé » entre eux. Il ajoute qu'il ne « voyait pas cela arriver », alors même que la collaboration avait déjà eu lieu. Cela n'a pas empêché certains fans du DJ d’inonder les comptes Twitter et Instagram de Taylor Swift avec l'emoji serpent, un reptile symboliquement perçu comme perfide et sournois,.
Le 17 juillet de la même année, Kim Kardashian s'étonne sur Twitter de l'existence d'une journée mondiale du serpent et demande à ses fans de consulter son fil Snapchat. Elle y dévoile une conversation téléphonique, entre son mari, Kanye West, et Taylor Swift, dans laquelle la chanteuse semble approuver les paroles du titre Famous du rappeur américain. Dans un des couplets, Kanye West insulte Taylor Swift de « bitch » (textuellement se traduisant par « chienne » mais employé pour décrire une femme comme une « garce » ou « salope »). Après la fuite de cette conversation, la jeune femme affirme n'avoir jamais donné son accord sur cette partie précise des paroles. Son attachée de presse publie le communiqué suivant : « Kanye n'a pas appelé Taylor pour lui demander son accord mais pour lui demander de sortir son titre Famous sur son compte Twitter à elle. Elle a refusé et lui a déconseillé de sortir une chanson ayant un message aussi misogyne. Taylor n'a jamais été mise au courant du passage disant : « J'ai rendu cette salope célèbre. »  Taylor est cependant accusée de jouer les victimes et ses réseaux sociaux sont de nouveau envahis par l'emoji serpent. « Taylor Swift is a snake » (« Taylor Swift est un serpent ») devient un mème Internet,. La chanteuse demande à rester en dehors de cette histoire et la jeune femme se fait de plus en plus discrète dans les médias,. En mars 2020, la vidéo entière fuite sur les réseaux, montrant que l'enregistrement initial avait été énormément édité, et prouvant que la chanteuse avait dit la vérité sur l'affaire. Ces révélations mettent d'ailleurs sous une nouvelle lumière certains titres de cet album. Le public spécule que certaines paroles feraient écho à cette situation telles que: « Des amis n’essaient pas de te piéger, en t’appelant pour te retourner le cerveau » (du titre This Is Why We Can't Have Nice Things). Ainsi que les paroles suivantes : « Ils disent que j'ai fait quelque chose de mal », puis elle ajoute : « Ils brûlent toutes les sorcières même si vous n'en êtes pas une, ils ont leurs fourches, leurs preuves, leurs raisons et leurs reçus » (paroles du titre I Did Something Bad). Le mot receipts en anglais est utilisé en langage familier pour désigner les preuves qu'une personne détiendrait contre une autre.

## Parution et réception

### Sortie
Le 18 août 2017, Taylor Swift efface tous les messages de ses réseaux sociaux, ainsi que de son site officiel. Quelques jours plus tard, elle poste une série de vidéos montrant un serpent, qui pourrait être une référence à ses altercations avec Calvin Harris, Kim Kardashian et Kanye West. Le 23 août, Taylor Swift confirme la parution de son sixième album, intitulé reputation, qui sortira le 10 novembre 2017. Le premier extrait, Look What You Made Me Do, est dévoilé le dimanche 25 août 2017, lors de la 34e édition des MTV Video Music Awards. Le clip contient de nombreuses références à sa réputation de serpent et de croqueuse d'hommes,.
La sortie de Look What You Made Me Do est suivie par celle de ...Ready For It?, qui devient le 24 octobre 2017 le deuxième single tiré de l'album.
Peu de temps avant la sortie de l'album, deux morceaux promotionnels sont disponibles en précommande : Gorgeous, le 20 octobre, et Call It What You Want, le 2 novembre.
L'album est disponible le 10 novembre 2017, à minuit en France, mais à l'achat. Il est ensuite disponible sur les plateformes de streaming une semaine plus tard, le vendredi 17 novembre.

### Promotion
Taylor Swift collabore avec la société de transport UPS, certains de leurs camions américains sont décorés avec la pochette de reputation.

### Accueil critique
En France, reputation est bien accueilli par la critique. Stéphane Davet, du journal Le Monde, salue une « grosse production » au succès « immanquablement programmé », tout en soulignant le professionnalisme de Taylor Swift et de ses producteurs. Il regrette cependant le « manque d'émotion » et de « personnalité » de la chanteuse. Aymeric Parthonnaud de RTL qualifie l'album de « dense » aux textes toujours plus personnels et réalisé avec « intelligence ». Pour lui, reputation n'est pas une révolution, puisqu'en étant uniquement introspectif, la chanteuse ne s'engage pas et ne parle pas du réchauffement climatique ou de la politique de Donald Trump. Pour Eric Bureau du quotidien Le Parisien, Taylor Swift pousse un peu plus loin le « curseur de la modernité » et prend de court Katy Perry et Lady Gaga. Reputation est pour lui « une fascinante et impressionnante plongée dans le cerveau » de Taylor Swift. Enfin, Charles Decant du site Charts in France, donne la note de 4 sur 5 à l'album tout en dénotant des maladresses dans l'écriture et une production parfois trop oppressante.

### Accueil commercial
Selon l'institut Nielsen Soundscan, reputation se vend à plus d'1 million d'exemplaires les quatre premiers jours de sa sortie aux États-Unis, ce qui le place d'office en tête des ventes d'albums de 2017. L'album s'écoule finalement à 1 216 000 exemplaires en une semaine, manquant de peu de dépasser les ventes de 1989 (1 290 000 exemplaires vendus en sept jours). En France, en revanche, reputation ne se vend qu'à 7 400 exemplaires la semaine de sa sortie et n'entre pas dans le top 10.
Le clip du premier single, Look What You Made Me Do, a été visionné plus de 43 millions de fois sur la plateforme YouTube en 24 h, battant ainsi le record du clip le plus vu en une journée, détenu jusqu'alors par le titre Hello de la chanteuse Adele. Le titre est également écouté plus de 8 millions de fois en une seule journée sur Spotify, ce qui constitue là aussi un record. Le dernier single de l'album, Delicate, sort en mars 2018 et devient progressivement un hit dans le courant de l'année, et le single de l'album ayant eu le plus de succès en radio aux États-Unis. Delicate est le single de Reputation ayant passé le plus de temps dans le Billboard Hot 100 (35 semaines). 
En 2024, deux titres de l'album figurent parmi les dix chansons les plus écoutées de la chanteuse sur Spotify : le premier single, Look What You Made Me Do, à la 9e place, avec plus d'un milliard d'écoutes et Don't Blame Me, qui n'est pas sortie en single et qui frôle le milliard d'écoutes, à la dixième place, devant les trois autres singles issus de l'album.

## Pistes
| No  | Titre                                 | Compositeur(s)                                                              | Durée |
| --- | ------------------------------------- | --------------------------------------------------------------------------- | ----- |
| 1.  | ...Ready For It?                      | Taylor Swift, Max Martin, Shellback, Ali Payami                             | 3:28  |
| 2.  | End Game (ft. Ed Sheeran and Future)  | Taylor Swift, Max Martin, Shellback, Ed Sheeran, Nayvadius Wilburn          | 4:04  |
| 3.  | I Did Something Bad                   | Taylor Swift, Max Martin, Shellback                                         | 3:58  |
| 4.  | Don't Blame Me                        | Taylor Swift, Max Martin, Shellback                                         | 3:56  |
| 5.  | Delicate                              | Taylor Swift, Max Martin, Shellback                                         | 3:52  |
| 6.  | Look What You Made Me Do              | Taylor Swift, Jack Antonoff, Fred Fairbrass, Richard Fairbrass, Rob Manzoli | 3:32  |
| 7.  | So It Goes...                         | Taylor Swift, Max Martin, Shellback, Oscar Görres                           | 3:47  |
| 8.  | Gorgeous                              | Taylor Swift, Max Martin, Shellback                                         | 3:30  |
| 9.  | Getaway Car                           | Taylor Swift, Jack Antonoff                                                 | 3:54  |
| 10. | King Of My Heart                      | Taylor Swift, Max Martin, Shellback                                         | 3:34  |
| 11. | Dancing With Our Hands Tied           | Taylor Swift, Max Martin, Shellback, Oscar Görres                           | 3:31  |
| 12. | Dress                                 | Taylor Swift, Jack Antonoff                                                 | 3:50  |
| 13. | This is Why We Can't Have Nice Things | Taylor Swift, Jack Antonoff                                                 | 3:27  |
| 14. | Call It What You Want                 | Taylor Swift, Jack Antonoff                                                 | 3:24  |
| 15. | New Year's Day                        | Taylor Swift, Jack Antonoff                                                 | 3:55  |

## Classements et certifications

### Classements
| Classement musical                           | Meilleure position |
| -------------------------------------------- | ------------------ |
| Allemagne (Media Control AG)                 | 2                  |
| Australie (ARIA)                             | 1                  |
| Autriche (Ö3 Austria Top 40)                 | 1                  |
| Belgique (Flandre Ultratop)                  | 1                  |
| Belgique (Wallonie Ultratop)                 | 9                  |
| Danemark (Tracklisten)                       | 3                  |
| Espagne (Promusicae)                         | 3                  |
| États-Unis (Billboard 200)                   | 1                  |
| Finlande (Suomen virallinen lista)           | 5                  |
| France (SNEP)                                | 16                 |
| Italie (FIMI)                                | 3                  |
| Japon (Oricon)                               | 3                  |
| Nouvelle-Zélande (RIANZ)                     | 1                  |
| Pays-Bas (Mega Album Top 100)                | 1                  |
| Portugal (Associação Fonográfica Portuguesa) | 1                  |
| Royaume-Uni (UK Albums Chart)                | 1                  |
| Suède (Sverigetopplistan)                    | 2                  |
| Suisse (Schweizer Hitparade)                 | 1                  |

### Certifications
| Pays              | Certification | Unités certifiées |
| ----------------- | ------------- | ----------------- |
| États-Unis (RIAA) | 3 × Platine   | 3 000 000         |
| France (SNEP)     | Platine       | 100 000           |

## Tournée
Pour promouvoir son sixième album, la chanteuse américaine lance sa tournée, le Reputation Stadium Tour.